# Херманко, Йоже
Йоже Херманко (словен. Jože Hermanko; 2 марта 1901, Марибор — 30 октября 1941, там же) — югославский словенский коммунист, деятель партизанского движения в годы Народно-освободительной войны Югославии, Народный герой Югославии.

## Биография
Окончил в 1926 году отделение геодезии технологического факультета Люблянского университета. В 1923 году был принят в КПЮ, с 1927 года работал в Мариборском городском комитете партии. С 1931 по 1932 годы занимал должность секретаря райкома. После раскрытия тайной линии связи Вена-Загреб, проходившей через Марибор, Йоже был арестован в мае 1932 года и осуждён на 4 года тюрьмы, которые провёл в Сремске-Митровице. С 1938 по 1941 годы занимался воспитанием молодёжи в Любляне. После вторжения немцев в Югославию ушёл в партизанское движение, тайно работая в Мариборе. 26 октября 1941 был арестован и расстрелян 30 октября. Посмертно награждён званием Народного героя Югославии 27 ноября 1953.